# ...solo con te
Solo con te è un brano musicale scritto ed interpretato da Alex Britti. Il brano partecipa al Festival di Sanremo 2006, classificandosi al terzo posto nella categoria "Uomini".
Il brano è stato poi inserito nell'edizione speciale dell'album Festa del 2005, ristampato nel 2006 proprio in occasione della partecipazione di Britti al festival, dove si è classificato 9º nella classifica generale.

## Video musicale
Il videoclip del brano è stato diretto da Fabio Jansen e figura la partecipazione dell'attrice italiana Cristiana Capotondi.

## Classifiche
| Classifica (2006) | Posizione massima |
| ----------------- | ----------------- |
| Italia            | 21                |